# Pont-l’Abbé
Pont-l’Abbé (bretonisch Pont-’n-Abad) ist eine Gemeinde in der Cornouaille, im Westen Frankreichs im Département Finistère in der Region Bretagne. Auf einer Fläche von 18,21 km² leben 8403 Einwohner (Stand 1. Januar 2022).
Pont-l’Abbé gilt als die Hauptstadt des „Pays Bigouden“ (bretonisch Bro Vigoudenn) – des Bigoudenlandes.
Angeblich hat ein Abt von Loctudy hier im 7. Jahrhundert eine Brücke erbauen lassen – darum der Name Pont-l’Abbé. Der einst bedeutende Hafen dient heute beinahe nur noch der Freizeitschifffahrt.

## Vorgeschichte
Die menschliche Präsenz in Pont-l'Abbé ist aus dem Paläo- und Neolithikum bezeugt. In Keralio wurden Reste eines gallischen Dorfes gefunden (es liegt teilweise unter dem heutigen Friedhof). 
Eine geschnitzte Stele aus der Eisenzeit, wurde 1898 von Paul du Chatellier in Kermaria gefunden. Sie wird im Museum von Saint-Germain-en-Laye aufbewahrt. Eine weitere Stele aus der Eisenzeit wurde 2001 in einer Grube auf dem Grundstück „Parc Menhir“ in der Nähe von Keralio gefunden. Sie stammt aus der Zeit um – 400 v. Chr. Eine weitere geriffelte gallische Stele von Pont-l'Abbé aus Leukogranit befindet sich der Kirche von Lambour.

## Bevölkerungsentwicklung
| Jahr                       | 1962 | 1968 | 1975 | 1982 | 1990 | 1999 | 2009 | 2017 |
| Einwohner                  | 6396 | 6791 | 7325 | 7266 | 7374 | 7849 | 8065 | 8250 |
| Quellen: Cassini und INSEE |      |      |      |      |      |      |      |      |

## Sehenswürdigkeiten
- Stadtbild
- Hafenbecken von Pont-l’Abbé
- die erhaltenen Teile der Burg Pont-l’Abbé, heute Rathaus
- Stadtkirche, Église Notre Dame de Carmes von Pont-l’Abbé. Sie ist der ehemalige Chor eines Karmeliterklosters aus dem 14. Jahrhundert, dass 300 Jahre später umgebaut wurde. Auffallend an der heutigen Chapelle, bzw. Église sind hier zwei wundervolle Rosetten, wobei die Rosette über dem Hauptaltar über 7 m Durchmesser hat. Das schillernde Farbenspiel seiner farbigen Fenstergläser beeindruckt heute immer noch. Der Großteil des historischen Klosters wurde um 1900 abgetragen und fand im Bau des Lycée Chaptal in Quimper seine Wiederverwendung. Erhalten blieb vor Ort der erst um 1603 errichtete Kirchturm. Er erinnert eher an die Zwiebeltürme Süddeutschlands als an die sonst eher schmalen bretonischen Kirchtürme.
- Denkmal für die Bewohner des Bigoudenlands in einem kleinen Park in der Nähe der Stadtkirche. Es zeigt vier Frauen und ein kleines Mädchen, die an ihre Seemänner und Fischer denken, die im Sturm verloren sind. In der traditionellen Bigouden-Kleidung der 1910er Jahre beten diese Frauen und unterstützen sich gegenseitig in dieser Prüfung. Ihre Angst und Traurigkeit äußern sich in ihren Haltungen: Eine sitzt, die andere kniet. Ihr Leiden ist stumm. Dieses 1931 eingeweihte Denkmal ist ein Werk des Bildhauers François Bazin. Es ist eine Hommage an die Welt des Meeres und an die Frauen der Seeleute. Diese Skulpturengruppe ist auf beiden Seiten von bronzenen Flachreliefs eingerahmt, die Episoden des sagenumwobenen Bretonen darstellen.
- Église St-Jacques de Lambour in Pont-l’Abbé. Die an der Rue de Lambour liegende Kirche wurde im Jahre 1675 mit weiteren fünf Bigouden-Kirchen auf Weisung des Sonnenkönigs Ludwig XIV. zerstört, bzw. ihre Glocken und des Kirchturms beraubt, um ihnen u. a. ihre Alarmfunktion zu nehmen. Dies war seine Antwort auf den Aufstand gegen die Papiersteuer zur Finanzierung seiner Kriege. Erhalten hat sich heute noch die Fassade im Flamboyant-Stil der Kirchenruine. Ihre einstigen Altäre und Statuen wurden u. a. in die Église Notre Dame de Carmes von Pont-l’Abbé überführt.
- Hotel de Ville und Museum des Bigoudenlandes im Château de Pont l’Abbé
- Clos/Manoir de Trevannec, restauriertes, ummauertes Manoir von 1784 mit Eingangstor aus dem 15. Jahrhundert und Nebengebäuden, sowie einem Empfangssaal in umgebauter Scheune[1]
- La Maison du Pays Bigouden (Ecomusée), Außenstelle des Musées Bigouden auf dem ehemaligen Bauernhof La Ferme de Kervazégan
- Manoir de Kernuz aus dem 16. Jahrhundert mit 15 ha großem ummauerten Park und historischem Taubenhaus und Zufahrt über historische Allee.
- Manoir de Pen-ar-Hoat bei Loctudy nahe Pont-l’Abbé
- Promenade auf dem Leinpfad (französisch halage). Etwa vier Kilometer entlang des Flusses auf dem ehemaligen Tridelpfad kann man ehemalige Tidemühlen und diverse Arten von Vögeln entdecken und endet auf den Ruinen eines Wohnhauses, einer alten Café-Epicerie. Sie stammt aus den späten 1800er Jahren und den hat den Spitznamen „Weißes Haus von Pont-l’Abbé“.
- Einer der größten und ältesten Kastanienbäume Frankreichs ist die Edelkastanie (Castanea sativa) auf dem Campingplatz „Les châtaigniers“ in Pont-l’Abbé. Der Umfang des Baumes ist ungefähr 14,20 m auf einer Höhe von 1,30 m gemessen (14. Februar 2005, Sisley). Da diese Baumstruktur ein Multi-Stamm ist, ist es möglich, dass der Umfang des Baumes größer ist als das, was von einem Baum dieses Alters erwartet wird. Seine Höhe beträgt ungefähr 16,50 m. Dieser Baum wurde um das Jahr im Jahr 813 ± 300 gepflanzt, wodurch es ungefähr 1201 ± 300 Jahre alt ist (Sisley, 14. Februar 2013)
- Markthalle Pont-l’Abbé

Siehe auch: Liste der Monuments historiques in Pont-l’Abbé

## Veranstaltungen
- Fete des Brodeuses (Fest der Stickerinnen); am zweiten Sonntag im Juli
- Fete de la Tréminou; am vierten Sonntag im September
- Markt immer donnerstags am Place Gambetta und Place de la Republique

## Gemeindepartnerschaft
Pont-l’Abbé unterhält seit 1978 eine Partnerschaft mit dem nordrhein-westfälischen Schleiden (Eifel) sowie eine Partnerschaft mit der irischen Ortschaft Bantry.

## Persönlichkeiten
- Charles-Constant Jolivet (1826–1903), römisch-katholischer Ordensgeistlicher und Apostolischer Vikar von Natal
- Marcel Landowski (1915–1999), Komponist und Kulturpolitiker, geboren in Pont-l’Abbé
- Léon Le Minor (1920–2021), Mikrobiologe, geboren in Pont-l’Abbé
- Violette Verdy (1933–2016), Ballerina, Choreografin, Hochschullehrerin und Schriftstellerin, geboren in Pont-l’Abbé
- Yves Monot (* 1944), römisch-katholischer Bischof von Ouesso, geboren in Pont-l’Abbé
- Vincent Riou (* 1972), Segler, geboren in Pont-l’Abbé
- Régis Le Bris (* 1975), Fußballspieler und -trainer, geboren in Pont-l’Abbé
- Benoît Le Bris (* 1976), Fußballspieler, geboren in Pont-l’Abbé
- Jérôme Kerviel (* 1977), Banker, geboren in Pont-l’Abbé
- Perrine Lebuhanic (* 1982), Badmintonspielerin, geboren in Pont-l’Abbé
- Agathe Guillemot (* 1999), Leichtathletin